# Stronach
Stronach es un lugar designado por el censo ubicado en el condado de Manistee en el estado estadounidense de Míchigan. En el Censo de 2010 tenía una población de 162 habitantes y una densidad poblacional de 179,74 personas por km².

## Geografía
Stronach se encuentra ubicado en las coordenadas 44°12′47″N 86°16′23″O / 44.21306, -86.27306. Según la Oficina del Censo de los Estados Unidos, Stronach tiene una superficie total de 0.9 km², de la cual 0.9 km² corresponden a tierra firme y (0%) 0 km² es agua.

## Demografía
Según el censo de 2010, había 162 personas residiendo en Stronach. La densidad de población era de 179,74 hab./km². De los 162 habitantes, Stronach estaba compuesto por el 98.77% blancos, el 0% eran afroamericanos, el 0% eran amerindios, el 0% eran asiáticos, el 0% eran isleños del Pacífico, el 0% eran de otras razas y el 1.23% pertenecían a dos o más razas. Del total de la población el 1.85% eran hispanos o latinos de cualquier raza.